# Peribatodes syrirana
Peribatodes syrirana là một loài bướm đêm trong họ Geometridae.